# Sparrsätra kyrka
Sparrsätra kyrka är en kyrkobyggnad i Sparrsätra i Uppsala stift. Den är församlingskyrka i Sparrsätra-Breds församling. Kyrkan ligger i Sparrsätra kyrkby på Enköpingsslätten, omkring en mil nordväst om Enköping. Intill kyrkan ligger länsväg C 510.
Söder om kyrkan står en klockstapel som sannolikt är uppförd vid slutet av 1700-talet. I stapeln hänger två kyrkklockor som är omgjutna 1741 av klockgjutare Isaac Rockman. En tidigare klockstapel syns på en teckning från 1748 av Olof Grau. Där står stapeln vid kyrkans norra sida.

## Kyrkobyggnaden
Kyrkan är av medeltida ursprung och består av rektangulärt långhus med ett rakt avslutat kor i öster. Mitt på södra sidan finns ett vapenhus och mot korets norra vägg finns en sakristia. I väster finns en smalare utvidgning som ursprungligen var påbörjad som torn. De putsade murarna består av gråsten med inblandning av tegel. Tegel förekommer bland annat i gavelrösten och omfattningar. Gavelröstena av tegel pryds med blinderingar. Ett gemensamt, spånklätt sadeltak sträcker sig över långhuset och det smalare västpartiet. Kyrkans två ingångar ligger i söder respektive väster.

### Medeltida tillkomst och ombyggnader
Kyrkans äldsta del är sakristian, som troligen uppfördes på 1200-talet invid en äldre träkyrka. Sakristians västra vägg har en grundsten som skjuter in under långhusets norra vägg, vilket antyder att sakristian är äldre än långhuset. I murverket syns inga spår av en tidigare kyrka, vilket troligen innebär att den var byggd av trä. Omkring år 1300 uppfördes nuvarande långhus av sten intill den gamla sakristian. Vapenhuset i söder tillkom under första hälften av 1400-talet. Under andra hälften av 1400-talet utvidgades sakristian åt norr. Under slutet av 1400-talet försågs långhusets innertak med stjärnvalv. Vidare påbörjades byggdet av ett kyrktorn vid västra sidan, som dock inte fullbordades. Omkring år 1500 införlivades tornrummet med långhuset.

### Senare ombyggnader
Yttertaket byggdes om 1747-1748 av byggmästare Johan Hjort och i östra gavelröstet står årtalet 1747. Fönstren fick sin nuvarande utformning 1753 då äldre fönster vidgades och ett nytt fönster togs upp i norra väggen intill predikstolen. Ingången i väster togs upp 1767-1768 i anslutning till ett tidigare fönster. En inre reparation genomfördes 1837, då korgolvet höjdes, bänkarna lagades och en ny predikstol byggdes. En restaurering genomfördes åren 1914-1915 under ledning av arkitekt Georg A. Nilsson. Bland annat byggdes läktaren om och öppen bänkinredning i jugendstil tillkom. Inredningen målades och innerväggarna vitkalkades. Vidare frilades kalkmålningar av renässanstyp i en sköldbåge i sydmuren. Predikstolen från 1654 sattes åter upp. Korfönstret förminskades och dess omfattning dekorerades med kalkmålningar. Fönsteröppningen försågs med glasmålning enligt förslag av Yngve Lundström. Under början av 1980-talet genomfördes en restaurering då man fann 1400-talsmålningar i sakristian.

## Inventarier
- En dopfunt av sandsten bestående av två delar är från andra hälften av 1100-talet. Tillhörande dopfat av silver skänktes till kyrkan 1968.
- På altarbordet finns ett processionskrucifix från omkring år 1300. Krucifixet påträffades vid renoveringen 1914-1915.
- Predikstolen med rikt skuren ornamentik är tillverkad 1654 av träsnidaren Hans Hebel. 1837 ersattes predikstolen av en ny, men återinsattes vid restaureringen 1914-1915.
- Nattvardskärl med tillhörande paten av förgyllt silver är från senare delen av 1300-talet.
- Ett rökelsekar av malm är från senare delen av 1400-talet och förvaras numera i Enköpings museum.
- I kyrkan finns fyra ljuskronor av mässing eller malm. En ljuskrona med åtta armar är inköpt 1663 för 100 daler kopparmynt. En ljuskrona med tolv armar är inköpt 1669. En ljuskrona med åtta armar är skänkt till kyrkan 1702 och ännu en åttaarmad ljuskrona är skänkt 1742.
- En fattigstock från 1760 är uppställd i kyrkorummet, väster om södra ingången.

### Orgel
- 1642 fanns ett positiv i kyrkan med 5 stämmor på en korläktare.
- 1644 byggdes ett positiv med 5 stämmor. Orgeln flyttades 1765 till en nybyggd västläktare.
- 1779 byggdes en orgel av Jonas Ekengren, Stockholm med 6 stämmor.
- 1871-1872 byggde Daniel Wallenström, Uppsala en orgel med 9 stämmor.
- Den nuvarande orgeln byggdes 1915 av E A Setterquist & Son, Örebro. Orgeln är pneumatisk med rooseveltlådor och har ett tonomfång på 56/30. Orgeln har 4 fasta kombinationer. 1971 omdisponerades orgeln av Dag Edholm, Trångsund. 1985 rekonstruerades orgeln av Grönlunds Orgelbyggeri AB, Gammelstaden.

| Huvudverk I         | Svällverk II        | Pedal             | Koppel |
| Borduna 16´         | Salicional 8´       | Subbas 16´ (tr I) | I/P    |
| Principal 8´        | Violin 8'           |                   | II/P   |
| Flûte Harmonique 8' | Dubbelgedackt 8'    |                   | II/I   |
| Gamba 8'            | Flüte octaviante 4' |                   | I 4'   |
| Oktava 4'           | Crescendosvällare   |                   | II 16' |
| Trumpet 8'          |                     |                   |        |

### Webbkällor
- Upplandia.se - En site om Uppland
- Svenska kyrkan i Enköping[död länk]